# 임자면
임자면(荏子面)은 대한민국 전라남도 신안군 남부에 위치한 섬으로 된 면으로 면적은 47.21km2이다.

## 개요
우리나라 서해 남단에 위치한 다도해 신안군의 최북단에 위치하고 있으며 신안군청에서 66.6 km 떨어진 곳에 위치하고 있다. 동경 126°05′북위 34°05′에 자리하고 있으며, 동으로 바다 건너 지도읍, 서쪽으로는 서해에 접해 있고 남으로는 바다 건너 자은면과 북으로는 바다 건너 영광군 낙월면과 이웃하고 있다.
유인도 4, 무인도 60개로 형성된 면으로 해안선은 150km에 달하고 있다. 쌀, 보리 농사에 점차 고소득 작물로 전환하고 있으며, 바다에서는 전국의 60%를 차지하는 새우젓이 전장포에서 생산되고 있다. 철부도선의 운항으로 경제가 급상승하고 있으며 무진장으로 매장되어 있는 규사는 좋은 품질을 자랑하고 있다.

## 행정 구역
| 법정리   | 한자명   | 행정리                                                         | 비고            |
| -------- | -------- | -------------------------------------------------------------- | --------------- |
| 광산리   | 光山里   | 광산리, 하우리                                                 |                 |
| 대기리   | 大機里   | 삼막리, 신명리, 대기리, 대흥리, 구산리, 교동리, 회산리, 장동리 |                 |
| 도찬리   | 道贊里   | 전장리, 괘일리, 도찬리                                         |                 |
| 삼두리   | 三頭里   | 필길리, 삼두리, 저동리, 원상리, 부동리                         |                 |
| 수도리   | 水道里   | 수도리                                                         |                 |
| 이흑암리 | 二黑巖里 | 이흑암리, 조삼리, 화산리                                       |                 |
| 재원리   | 在遠里   | 재원리                                                         |                 |
| 진리     | 鎭里     | 진리                                                           | 면사무소 소재지 |

## 관광
- 대둔산성
- 임자목장

## 교육 기관[2]
- 임자남초등학교 : 임자면 장동길 86
  - 임자남국민학교 갈도분실 : 임자면 재원리 갈도
  - 임자남국민학교 굴도분실 : 임자면 재원리 굴도
  - 임자남국민학교 대노록도분실 : 임자면 재원리 대로록도
  - 임자남국민학교 부남도분실 : 임자면 재원리 부남도
  - 임자남국민학교 소노록도분실 : 임자면 재원리 소노록도
  - 임자남국민학교 입모도분실 : 임자면 재원리 입모도
  - 임자남국민학교 태이도분실 : 임자면 광산리 섬타리도
  - 임자남초등학교 임자서분교 : 임자면 재원길 23-10
- 임자초등학교 : 임자면 임자로 216-4
  - 임자중앙국민학교 한동분교 : 임자면 이흑암리 635
  - 임자초등학교 수도분교 : 임자면 수도리 64-1
  - 임자초등학교 임자북분교 : 임자면 전장포길 838
    - 임자북국민학교 만지분교 : 임자면 도찬리 산 205
- 임자중학교 : 임자면 임자로 230-9
- 임자고등학교 : 임자면 임자로 230-9

## 특산물
- 새우젓
- 양파
- 대파
- 민어
- 병어
- 천일염